# Liu Shoubin
Liu Shoubin (chinesisch 刘寿斌, Pinyin Liú Shòubīn, * 3. März 1968 in Jiangyou, Provinz Sichuan) ist ein ehemaliger chinesischer Gewichtheber. Er gewann bei den Olympischen Spielen 1988 und 1992 Medaillen und war 1990 Weltmeister, jeweils im Bantamgewicht.

## Werdegang
Liu Shoubin, über dessen Herkunft und Entwicklung zum Gewichtheber nichts bekannt ist, erschien im Jahre 1986 auf der internationalen Heberbühne, als er bei der Junioren-Weltmeisterschaft in Donaueschingen im Bantamgewicht mit 252,5 kg hinter seinem Landsmann Liang Shaofeng den 2. Platz belegte. Er gehört damit der zweiten Generation von chinesischen Gewichthebern an, die nach dem Zweiten Weltkrieg in die Weltspitze vorstieß. Zur ersten Generation gehörten jene Heber, die zwischen 1955 und 1965 schon einmal zur Weltspitze gehörten, ohne jedoch ihr Können bei Olympischen Spielen oder Weltmeisterschaften zeigen zu dürfen. Für diese Generation war mit dem Gewichtheben mit der chinesischen Kulturrevolution von Mao Zedong Endstation. Es dauerte danach über 20 Jahre, bis chinesische Gewichtheber wieder Weltklasse waren.
Liu Shoubin belegte bei der Weltmeisterschaft 1987 in Ostrava im Bantamgewicht mit 275 kg (130 – 145) den zweiten Platz hinter dem Bulgaren Neno Tersijski, 287,5 kg und zeigte dabei, dass er besonders im Reißen für außergewöhnliche Leistungen fähig ist. Mit seinen 130 kg wurde er Weltmeister in dieser Einzeldisziplin. Im Reißen stellte er im Laufe seiner Karriere auch zwei Weltrekorde auf und zwar 1989 in Kemerowo mit 134,5 kg und 1991 in Donaueschingen mit 135 kg.
Bei den Olympischen Spielen 1988 in Seoul erzielte er im Zweikampf 267,5 kg (127,5–140), mit denen er hinter Oksen Mirsojan, UdSSR, 292,5 kg und seinem Landsmann He Yingqiang, 287,5 kg, die Bronzemedaille gewann.
Im Jahre 1989 steigerte Liu Shoubin seine Zweikampfleistung auf 285 kg (130–155) und belegte damit hinter Hafız Süleymanoğlu aus der Türkei, der 287,5 kg (130 – 157,5) erzielte, den 2. Platz und ließ dabei auch seinen Landsmann He Yingqiang, 280 kg, hinter sich.
1990 belegte er bei den Asien-Spielen in Peking hinter dem Südkoreaner Chun Byung-kwan den 2. Platz. Die Leistungen der Athleten aus diesem Wettbewerb sind nicht bekannt. Bei der Weltmeisterschaft 1990 in Budapest feierte Liu Shoubin dann den größten Erfolg in seiner Laufbahn, denn er wurde mit 285 kg (130 – 155) Weltmeister im Zweikampf vor He Yingqiang und Chun Byung-kwan.
Bei der Weltmeisterschaft 1991 in Donaueschingen verlor er den Zweikampftitel an Chun Byung-kwan, obwohl er mit 292,5 kg (135 – 157,5) eine neue persönliche Bestleistung im Zweikampf erzielte. Chun lag mit 295 kg (130 – 165) knapp vor ihm.
Seinen letzten Start bei einer internationalen Meisterschaft absolvierte Liu Shoubin bei den Olympischen Spielen 1992 in Barcelona. Dort war er bei weitem in keiner so guten Form wie 1991 und erreichte im Zweikampf nur 277,5 kg (130 – 147,5). Diese Leistung reichte aber aus, um hinter Chun Byung-kwan, 287,5 kg (132,5 – 155), die Silbermedaille zu gewinnen.

## Internationale Erfolge
| Jahr | Platz  | Wettbewerb                    | Gewichtsklasse | |
| 1986 | 2.     | Junioren-WM in Donaueschingen | Bantam         | mit 252,5 kg (115–137,5), hinter Liang Shaofeng, China, 255 kg (117,5–137,5), vor Pedro Negrin, Kuba, 247,5 kg (112,5–135) |
| 1987 | 2.     | WM in Ostrava                 | Bantam         | mit 275 kg (130–145), hinter Neno Tersijski, Bulgarien, 287,5 kg (125–162,5), vor Li Jae Son, Nordkorea, 265 kg            |
| 1988 | 1.     | Junioren-WM in Athen          | Bantam         | mit 270 kg (125–145), vor Nikolaj Pešalov, Bulgarien, 262,5 kg (117,5–145) u. Ro Hyon-Il, Nordkorea, 257,5 kg (115–142,5)  |
| 1988 | Bronze | OS in Seoul                   | Bantam         | mit 267,5 kg (127,5–140), hinter Oksen Mirsojan, UdSSR, 292,5 kg (127,5–165) u. He Yingqiang, China, 287,5 kg (125–162,5)  |
| 1989 | 2.     | WM in Athen                   | Bantam         | mit 285 kg (130–155), hinter Hafız Süleymanoğlu, Türkei, 287,5 kg (130–157,5), vor He Yingqiang, 280 kg                    |
| 1990 | 2.     | Asien-Spiele in Peking        | Bantam         | hinter Chun Byung-kwan, Südkorea                                                                                           |
| 1990 | 1.     | WM in Budapest                | Bantam         | mit 285 kg (130–155), vor He Yingqiang, 185 kg (125–160) u. Chun Byung-kwan, 277,5 kg                                      |
| 1991 | 2.     | WM in Donaueschingen          | Bantam         | mit 292,5 kg (135–157,5), hinter Chun Byung-kwan, 295 kg (130–165), vor Luo Jianming, China, 277,5 kg                      |
| 1992 | Silber | OS in Barcelona               | Bantam         | mit 277,5 kg (130–147,5), hinter Chun Byung-kwan, 287,5 kg, vor Luo Jianming, 277,5 kg                                     |

## WM-Einzelmedaillen
- WM-Goldmedaillen: 1987/Reißen – 1989/Reißen – 1990/Reißen – 1991/Reißen
- WM-Silbermedaillen: 1989/Stoßen – 1990/Stoßen – 1991/Stoßen

## Weltrekorde
| Datum              | Ort            | Disziplin | Gewichtsklasse | Leistung |
| 1989               | Kemerovo       | Reißen    | Bantam         | 134,5 kg |
| 28. September 1991 | Donaueschingen | Reißen    | Bantam         | 135 kg   |

Erläuterungen
- alle Wettkämpfe im Zweikampf, bestehend aus Reißen und Stooßen,
- OS = Olympische Spiele,
- WM = Weltmeisterschaft,
- Bantamgewicht, bis 56 kg Körpergewicht,
- die Wettkämpfe bei den Olympischen Spielen gelten seit 1988 nicht mehr als Weltmeisterschaften